# 万源站
万源站位于四川省达州市万源市太平镇，是襄渝铁路的一个车站，距老河口东站461公里，并有至白沙镇中国航天科技集团长征机械厂的支线出岔。车站于1978年随襄渝线开通:383。车站是西安铁路局安康车务段下辖的一个二等站。截至2011年，万源站年接送旅客230万人次，货物吞吐量280万吨，主要担负万源市、通江县和重庆市城口县、陕西省镇巴县等周边县（市）的客货运输任务，是川陕渝结合部的重要交通枢纽。

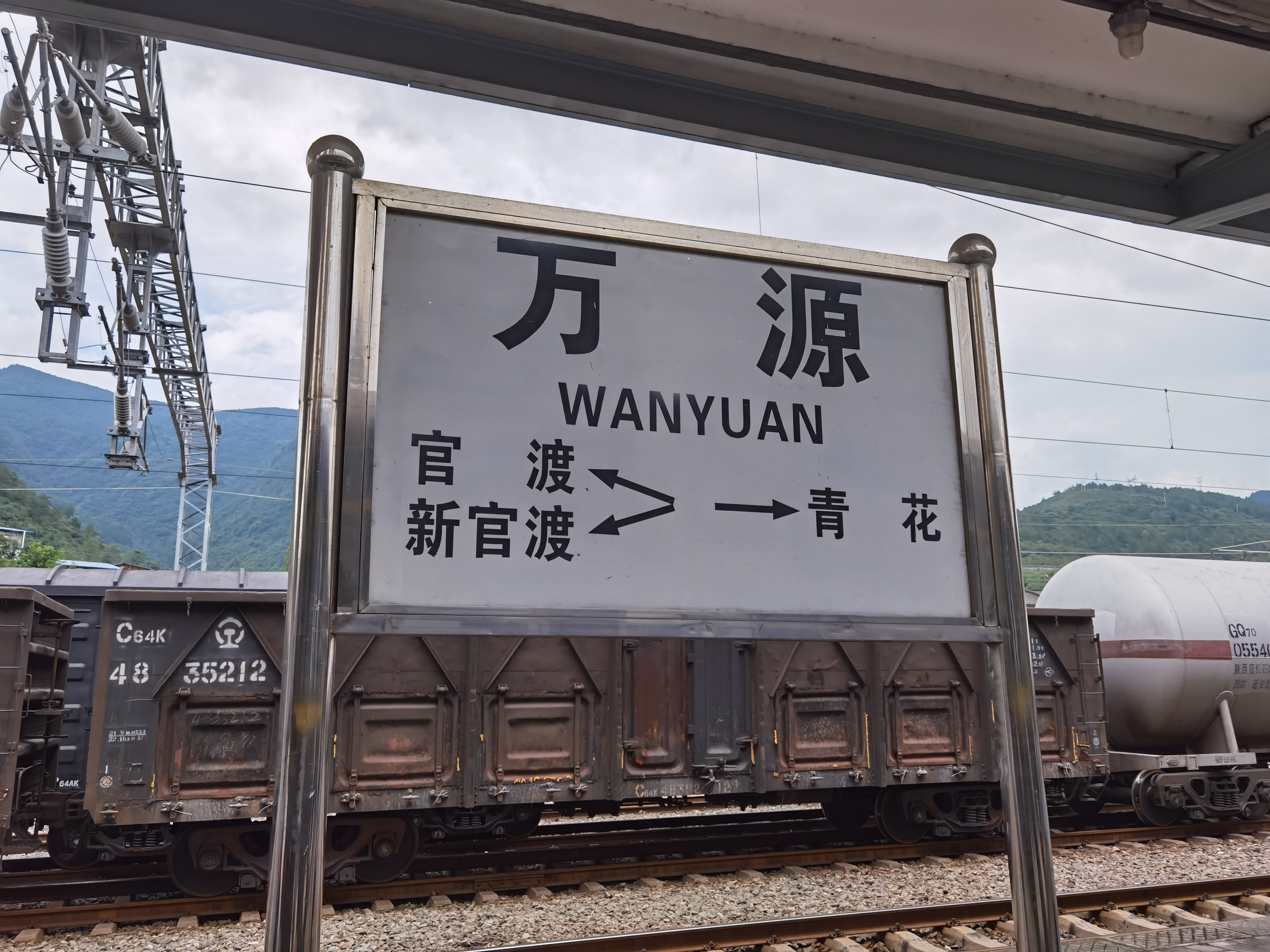
2020年，万源站站牌

## 旅客列车目的地
目前有49班旅客列车在万源站办理客运业务。
| 列车所属路局   | 目的地                                                                       |
| -------------- | ---------------------------------------------------------------------------- |
| 北京铁路局     | 北京西                                                                       |
| 成都铁路局     | 北京西、成都、重庆、重庆北、广州、呼和浩特东、宁波、上海、上海南、乌鲁木齐南 |
| 广州铁路集团   | 成都、达州、东莞东、广州                                                     |
| 哈尔滨铁路局   | 成都、哈尔滨西                                                               |
| 呼和浩特铁路局 | 成都东、呼和浩特东                                                           |
| 济南铁路局     | 重庆北、济南                                                                 |
| 昆明铁路局     | 昆明                                                                         |
| 兰州铁路局     | 成都（非每日开）                                                             |
| 南昌铁路局     | 福州                                                                         |
| 沈阳铁路局     | 长春、沈阳北                                                                 |
| 太原铁路局     | 太原                                                                         |
| 乌鲁木齐铁路局 | 重庆北、乌鲁木齐南                                                           |
| 武汉铁路局     | 汉口、武昌                                                                   |
| 西安铁路局     | 安康、重庆北、达州、贵阳、西安                                               |
| 郑州铁路局     | 重庆北、郑州                                                                 |

## 改造
自万源车站建成以来的三十余年内，由于修建时对远期客流的低估，车站客运设施并不完善，站内甚至没有厕所。车站出口旁曾有万源当地市民集资修建的厕所，但一直收费入厕且没有任何发票，厕所环境甚是脏乱。由于万源站的管辖权属于西安铁路局而非成都铁路局，万源站的改造一直难以进行。为此，万源市委、市政府于2008年专程向四川省和铁道部反映这一情况，万源站的改造（包括公厕修建）最终纳入襄渝Ⅱ线改造升级工程，并于2011年动工，计划工期24个月，改造工程的范围包括万源站的站房、进出站地道、雨棚、站台等客运设施。在改造中，万源站的既有站房被拆除，原址新建建筑面积4500平方米的站房。项目总投资17572万元，铁道部承担站房改造投资9000万元，西安铁路局和万源市分别承担5298万元、3274万元。改造后的万源站于2015年春运期间投入使用，万源火车站城市综合体建设项目也正在建设。